# Ignasi de Quadras Feliu
Ignasi de Quadras Feliu (Barcelona, 1906 – 1958) fou escalador, esquiador i dirigent esportiu.
Presidí la Federació d'Entitats Excursionistes de Catalunya (1939) i la Federación de Montañismo y Esquí de los Pirineos Orientales que englobava Catalunya, creada el 21 de desembre de 1940 per les autoritats franquistes. El 31 d'octubre de 1941, quan aquesta federació es va dissoldre va seguir com a president de la Federació Catalana d'Esquí, precedent de la Federació Catalana d'Esports d'Hivern, fins al 1942. Durant la Guerra Civil Espanyola, fou voluntari del Terç de Requetès de Nostra Senyora de Montserrat i participà en la companyia d'esquiadors de l'exèrcit d'Aragó. Publicà diferents articles en el butlletí del Centre Excursionista de Catalunya (1935).